# Wasyl Słapczuk
Wasyl Słapczuk, ukr. Василь Слапчук, ros. Василий Слапчук (ur. 23 grudnia 1961 w Nowym Zboryszowie) – ukraiński poeta, prozaik, krytyk literacki. Laureat Nagrody Państwowej im. Tarasa Szewczenki (2004), Zasłużony Artysta Ukrainy (2001). Honorowy obywatel Łucka.

## Życiorys
Urodził się 23 grudnia 1961 r. we wsi Nowyj Zborysziw w rejonie horochowskim na Wołyniu.
Po ukończeniu szkoły średniej we wsi Łobacziwka podjął naukę w łuckiej Szkole Zawodowej Nr 1, a następnie pracę w Fabryce Samochodów "Komunar" (miasto Zaporoże).
Służbę wojskową odbywał w Afganistanie. Służył w 3 batalionie 66 Samodzielnej Zmotoryzowanej Brygady Strzeleckiej, która stacjonowała w Dżelalabadzie. 4 czerwca 1981 r. został kontuzjowany, a 18 czerwca 1981 r., podczas szturmu głównej bazy mudżahedinów Tora Bora (prowincja Nangarhar) ciężko ranny.
W 1993 r. ukończył filologię ukraińską Łuckiego Instytutu Pedagogicznego (dziś Narodowy Uniwersytet Wołyński im. Łesi Ukrainki), w 2011 r. obronił pracę doktorską.
Mieszka w Łucku.

## Twórczość literacka
Debiutował pod koniec lat osiemdziesiątych. Jego pierwszy zbiór poetycki Як довго ця війна тривала (Jak długo ta wojna trwała) ukazał się drukiem równocześnie z opowiadaniem Прокляття (Przekleństwo) w 1991 r. Tematyka afgańska zdominowała także kolejną książkę Німа зозуля (Niema kukułka), która ukazała się w 1994 r. Ł. Olander pisała wówczas: "Afganistan dokonał wielkich zmian w światopoglądzie Wasyla Słapczuka. Przeżycia i przemyślenia stały się znaczną częścią tego gruntu, na którym zaczęła kiełkować jego poezja i humanistyczna artystyczno-filozoficzna koncepcja świata i człowieka". Oba zbiory poetyckie wraz z opowiadaniem zostały wznowione w 2002 r. pod wspólnym tytułem Птах з обпаленим крилом (Ptak z nadpalonym skrzydłem). Do tematyki afgańskiej Słapczuk powrócił w 2001 r. zbiorze Навпроти течії трави (Przeciw rośnięciu traw). Jej kulminacja ma miejsce w powieści Книга забуття (Księga zapomnienia) (2013), która jest kolejną próbą autora dokonania rozrachunku z problematyką "zabijania i niszczenia" w imię wojny.
W publikowanych po 1996 roku książkach poetyckich dominują watki liryczne, Słapczuk ze stoickim spokojem wyznaje: "Odnosząc się do doświadczeń afgańskiej wojny: Okazały się pozytywne mimo negatywnych zdarzeń". W 1996 ukazuje się książka poetycka Мовчання адресоване мені (Milczenie adresowane do mnie) w układzie graficznym i z ilustracjami autora, widomym znakiem ewolucji artystycznej pisarza jest ascetyczna czarno-biała okładka i odwołania do symboliki chrześcijańskiej. Kolejne zbiory poezji to między innymi Укол годинниковою стрілкою (Ukłucie strzałką zegara) (1998), Крапка зсередини (Punkt skupienia) (2000), Сучок на костурі подорожнього (Sęk na kosturze współwędrowca) (2002) nawiązujące do idei filozofii Wschodu (konfucjanizm, zen). Krytycy (m.in. W. Bazylewskij, M. Żulinskij, M. Kodak, Je. Baran, I. Bondar-Tereszenko) zwracają uwagę na przypisany do jego utworów psychologizm, aluzyjność, aforystyczność, ironię, sarkazm, paradoksalność, niejednoznaczność i filozoficzną głębię. Je. Baran pisze: "Słapczuk wciąż bardziej i bardziej mówi paradoksami. To jego światopoglądowa zasada i artystyczna realizacja. Wszystko w tym: wzajemnym powiązaniu, wzajemnym przeciwstawieniu rzeczy".
Narastające niezadowolenia społeczne i radość wywołana "pomarańczową rewolucją" znajduje odbicie w książkach Солом'яна стріха Вітчизни (Słomiana strzałka Ojczyzny) (2003) i Так!...(Tak!...) (2005).
Jako pierwszy z pisarzy wołyńskich w 2004 r. otrzymuje Państwową Nagrodę im. Tarasa Szewczenki, najwyższy laur literacki na Ukrainie.
Jest to ważny okres w twórczości Wasyla Słapczuka, w którym przenosi swoje zainteresowanie na artystyczną prozę. W 2003 r. ukazuje się Сліпий дощ  (Ślepy deszcz), pierwsza z serii jego powieści, które w następnych latach będzie publikowało kijowskie Wydawnictwo "Fakt". Kolejne to Дикі квіти (Dzikie kwiaty) (2004), Осінь за щокою (Jesień pod policzkiem) (2006), zbiór opowiadań Клітка для неба (Klatka na niebo) (2006) i Жінка зі снігу (Kobieta ze śniegu) (2008).
Nie rezygnuje jednak z poezji, drukiem ukazują się kolejne zbiory wierszy: Новенький ровер старенького пенсне (Nowiutki rower starego binokla) (2007), Золоті куполи (Złote kopuły) (2008).
W dorobku Wasyla Słapczuka ważne miejsce zajmują także recenzje, krytyczne omówienia i eseje, które, publikowane w prasie literackiej i na stronach internetowych, weszły później do wydań książkowych: w 2001 roku: Політ механічної зозулі над власним гніздом (Lot mechanicznej kukułki nad własnym gniazdem), w 2003 В очікуванні на інквізитора (Czekając na inkwizytora), w 2011 Між шляхом воїна і Дао (Między szlakiem wojownika i Dao).
Osobny rozdział w jego twórczości to książki dla dzieci.
W 2012 roku ukazała się w Polsce jego powieść Kobieta ze śniegu (w tłumaczeniu Iwony Wasilewskiej i Wojciecha Pestki). W 2013 roku Wasyl Słapczuk był gościem honorowym Radomskiej Wiosny Literackiej i wziął udział w spotkaniach autorskich w Lublinie, Kozienicach, Częstochowie.
W 2014 roku w serii wydawniczej "Suma znaków" krakowskiego wydawnictwa "Wysoki Zamek" ukazała się najnowsza powieść Wasyla Słapczuka Księga zapomnienia (w tłumaczeniu Wojciecha Pestki). Autor po 30 latach od zakończenia walk w Afganistanie podejmuje próbę rozrachunku z okrutną, brudną, niemożliwą do zrozumienia i pozbawioną logiki rzeczywistością wojny. Tej, która teraz toczy się na Ukrainie, tej, w której sam niegdyś uczestniczył, tej, którą wszyscy pamiętamy z lekcji historii.
Jego poezje stanowią część antologii Bohdana Zadury 100 wierszy wolnych z Ukrainy (Biuro Literackie, Kołobrzeg 2022, ISBN 978-83-67249-06-5).

## Utwory
Książki poetyckie
- Як довго ця війна тривала (Łuck, 1991)
- Німа зозуля (Drohobycz, 1994)
- Мовчання адресоване мені (Drohobycz, 1996)
- Трикнижжя Явіна (Łuck, 1996)
- Укол годинниковою стрілкою (Łuck, 1998)
- Крапка зсередини (Lwów, 2000)
- Навпроти течії трави (Łuck, 2001)
- Сучок на костурі подорожнього (Łuck, 2002)
- Птах з обпаленим крилом (Łuck, 2002)
- Солом'яна стріха Вітчизни (Łuck, 2004)
- Так!.. (Łuck, 2005)
- Дванадцять ню (Łuck, 2005)
- Новенький ровер старенького пенсне (Łuck, 2007)
- Золоті куполи (Łuck, 2008)
- Вибране (Łuck, 2011)
- Вибрані поезії (Kijów, 2012)

Proza
- Сліпий дощ (Kijów, 2003)
- Дикі квіти (Kijów, 2004)
- Осінь за щокою (Kijów, 2006)
- Клітка для неба (Kijów, 2006)
- Жінка зі снігу (Kijów, 2008, polskie wydanie Kobieta ze śniegu 2012))
- Книга забуття (Kijów, 2013, polskie wydanie Księga zapomnienia 2014 – nominowana do półfinału Literackiej Nagrody Europy Środkowej "Angelus", Wrocław 2015)

Zbiory recenzji
- Політ механічної зозулі над власним гніздом (Łuck, 2001)
- В очікуванні на інквізитора (Łuck, 2003)

Eseje
- Між шляхом воїна і Дао (Łuck, 2011)

Książki dla dzieci
- Гарний настрій (Kijów, 1991)
- Йшов їжак бережком (Dubno, 1992)
- Зелений ведмедик (Lwów, 1993)
- Миколаєва ніч (Łuck, 2004)
- Окраєць хліба (Łuck, 2005)
- Риба під парасолем (Kijów, 2005)
- Бджолиний Бог і бджоленятко (Łuck, 2009)

## Odznaczenia i nagrody
Państwowe odznaczenia i nagrody ukraińskie
- Nagroda Państwowa im. Tarasa Szewczenki (2004) – za książki Навпроти течії трави і Сучок на костурі подорожнього
- Zasłużony Artysta Ukrainy (2001)
- Order "Za zasługi" III stopnia (2010) — za istotny osobisty wkład w sprawę konsolidacji ukraińskiego społeczeństwa, rozwój demokracji, budowę państwa opiekuńczego i prawego.
- Order "Za męstwo" III stopnia (1998) – za aktywność w działalności społecznej, uczestnictwo w rozwiązywaniu problemów opieki nad weteranami walk, inwalidami wojennymi i rodzinami poległych w Afganistanie.
- Dyplom uznania Werchownoj Rady Ukrainy (2010)
- Medal "Obrońcy Ojczyzny" (1999)
- Medal Żukowa (1998)

Nagrody państwowe ZSRR
- Order Czerwonej Gwiazdy (1987)
- Dyplom uznania Werchownoj Rady ZSSR żołnierzowi-internacjonaliście (1988) Medal Jubileuszowy "70 Lat Sił Zbrojnych ZSRR" (1988)

Inne odznaczenia i nagrody zagraniczne
- Medal "Żołnierzowi-internacjonaliście od wdzięcznego narodu afgańskiego" (Afganistan 1988)
- Medal "W 10 rocznicę wyjścia wojsk radzieckich z Afganistanu" (Białoruś 1999)
- Medal "W 65 rocznicę wyzwolenia Republiki Białorusi od niemiecko-faszystowskiego zaborcy" (Białoruś 2009)
- Odznaka honorowa "Zasłużony dla Kultury Polskiej" (Polska 2013)[2]

Tytuły honorowego obywatela
- Honorowy obywatel Łucka (2010)
- Honorowy obywatel Wołynia (2011)

Nagrody literackie
- Nagroda Wołyńskiej Fundacji Kultury – "Nadija" (1993)
- Nagroda im. Ahatanheła Krymskoho (1997)
- Nagroda im. Wasyla Stusa (1999)
- Nagroda Fundacji Wolanykiw–Szwabinskych (2000)
- Nagroda im. Pawła Tyczyny (2001) – za tom wierszy Крапка зсередини
- Nagroda im. Mykoły Gogola "Triumf" (2001)
- Nagroda im. Iwana Ohijenka (2002)
- Nagroda im. Bohdana-Nestora Łepkoho (2002)
- Nagroda im. Borysa Neczerdy (Lira ukraińskich mecenasów, 2003)
- Nagroda im. Ołeksy Hirnyka (Lira ukraińskich mecenasów, 2006)
- Nagroda im. Iwana Koszeliwcia (2008)
- Nagroda im. Rodziny Kosacziw (2011) — za książkę dla dzieci Бджолиний бог і бджоленятко[3]
- Nagroda im. Pantelejmona Kulisza (2011) — za zbiór wierszy Золоті куполи[4]
- Nagroda im. Leonida Hlibowa (2013) – za powieść Дикі квіти[5]
- Nagroda klubu ukraińskiej inteligencji "Jarosławiw Wał" (2014)– za powieść Книга забуття[6]
- Międzynarodowa Nagroda Literacka im. J. Łobodowskiego (2015) – za książki Kobieta ze śniegu (Lublin 2012), Księga zapomnienia (Kraków 2014)[7]